# Пітер Реннерт
Пітер Реннерт (англ. Peter Rennert; нар. 26 грудня 1958) — колишній американський тенісист.
Найвищу одиночну позицію світового рейтингу — 40 місце досяг 28 липня 1980, парну — 9 місце — 23 травня 1983 року.
Здобув 2 парні титули.
Найвищим досягненням на турнірах Великого шолома були чвертьфінали в одиночному розряді.
Завершив кар'єру 1987 року.

## Фінали за кар'єру

### Парний розряд (2–4)
| Результат | В-П | Дата     | Турнір                               | Покриття   | Партнер       | Суперники                    | Рахунок       |
| --------- | --- | -------- | ------------------------------------ | ---------- | ------------- | ---------------------------- | ------------- |
| Поразка   | 0–1 | Лип 1980 | Ньюпорт, США                         | Трава      | Фріц Бунінг   | Ендрю Паттісон Балч Волтс    | 6–7, 4–6      |
| Поразка   | 0–2 | Бер 1981 | Мілан, Італія                        | Килим      | Джон Макінрой | Браян Готтфрід Рауль Рамірес | 6–7, 3–6      |
| Перемога  | 1–2 | Чер 1982 | Лондон/Queen's Club, Велика Британія | Трава      | Джон Макінрой | Віктор Амая Генк Пфістер     | 7–6, 7–5      |
| Перемога  | 2–2 | Жов 1982 | Сідней, Австралія                    | Тверде (i) | Джон Макінрой | Стів Дентон Марк Едмондсон   | 6–3, 7–6      |
| Поразка   | 2–3 | Жов 1982 | Токіо Indoor, Японія                 | Килим      | Джон Макінрой | Тім Галліксон Том Галліксон  | 4–6, 6–3, 6–7 |
| Поразка   | 2–4 | Жов 1983 | Сідней, Австралія                    | Тверде (i) | Джон Макінрой | Марк Едмондсон Шервуд Стюарт | 2–6, 4–6      |